# Escola Nacional de Administração
A Escola Nacional de Administração (em francês:  École nationale d'administration) é uma das mais prestigiosas grandes écoles francesas. Foi criada em 1945 para democratizar o acesso à alta função pública do Estado. A instituição está hoje encarregada de assegurar a seleção e formação inicial e contínua dos altos cargos franceses e internacionais. O ENA é um dos símbolos da meritocracia republicana, oferecendo aos seus antigos alunos acesso aos cargos de direção mais importantes do Estado.
A ENA acolhe cada ano, em Estrasburgo, 80 a 100 alunos por concurso, cerca de 60 alunos de mestrado e mestrado especializado, além de uma centena de alunos estrangeiros. A todos são oferecidas sessões curtas de formação contínua em Paris. Os antigos alunos da escola são chamados "énarques".

No decurso da V República Francesa, os énarques tiveram um papel central na vida política francesa (quatro presidentes da República, oito primeiros-ministros, numerosos ministros, etc.). Tal supremacia gera por vezes críticas. O gabinete do presidente Nicolas Sarkozy, ao contrário da tradição, quase não contém énarques.

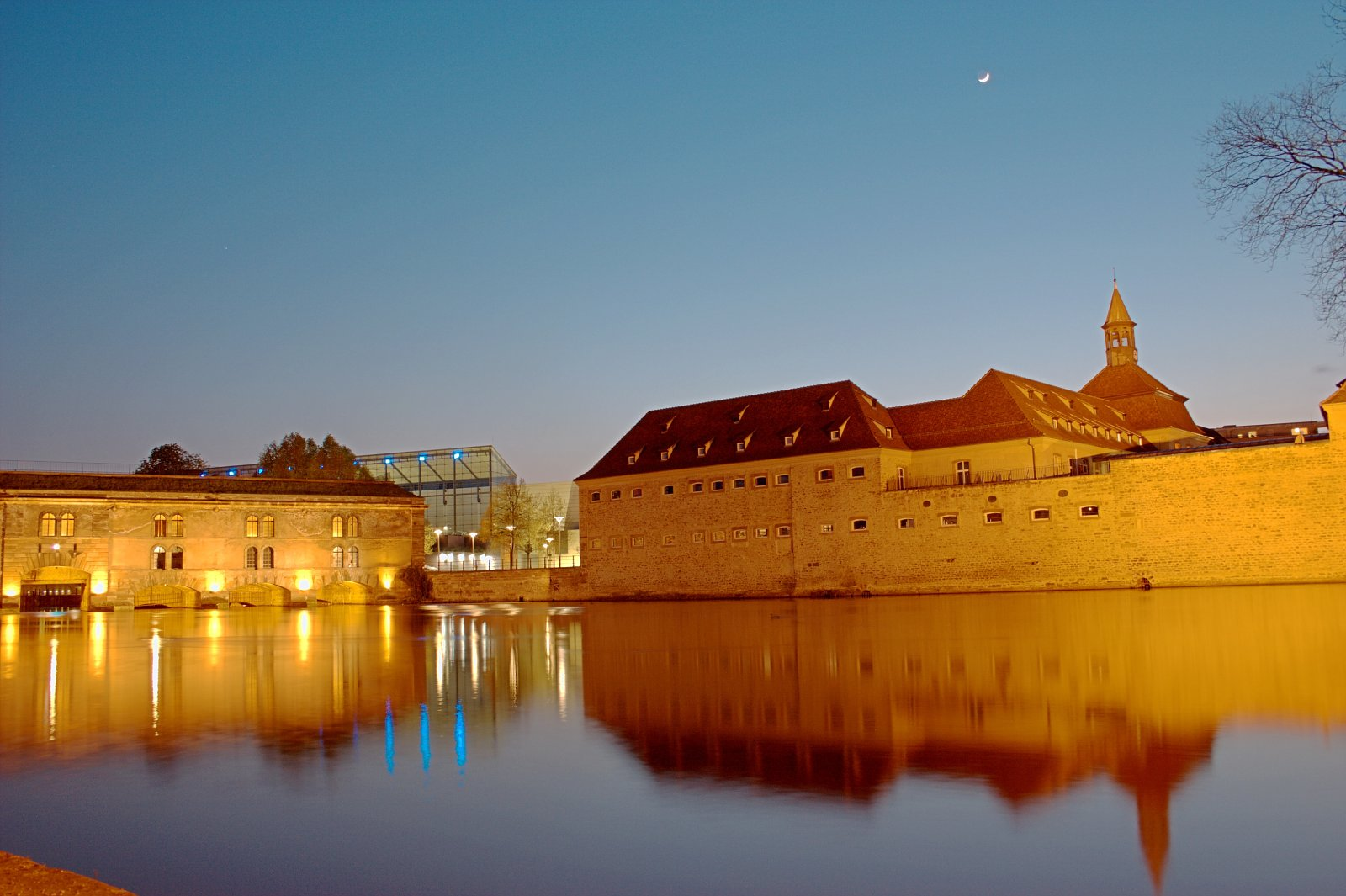
Edifício da ENA em Estrasburgo.

## Presidência e direção
Lista de diretores
| - Michel Debré (1945) - Henri Bourdeau de Fontenay (1945-1963) - François Gazier (1963-1969) - Pierre Racine (1969-1975) - Pierre-Louis Blanc (1975-1982) | - Simon Nora (1982-1986) - Roger Fauroux (1986-1988) - René Lenoir (1988-1992) - Jean Coussirou (1992-1995) - Raymond-François Le Bris (1995-2000) | - Marie-Françoise Bechtel (2000-2002) - Antoine Durrleman (2002-2007) - Bernard Boucault (desde 2007) |

Membros do comité de direção
| - Jacques Chirac (1974 a 1976 e 1986 a 1988) - Laurent Fabius (1984 a 1986) - Michel Rocard (1988 a 1991) | - Édouard Balladur (1993 a 1995) - Alain Juppé (1995 a 1997) - Lionel Jospin (1997 a 2002) | - Dominique de Villepin (2005 a 2007) - Édouard Philippe (2017 a atualidade) |

| - Jacques Attali, intelectual socialista, conselheiro de François Mitterrand - Nicolas Baverez, advogado e ensaísta - Gabriel de Broglie, historiador, membro da Academia Francesa | - Françoise Chandernagor, escritor - Jean-François Deniau (†), embaixador, político e escritor membro da Academia Francesa - Andreas Kaplan, reitor e professor - Alain Minc, ensaísta, consultor, ex-presidente do Le Monde |